# مديرية الملاجم

تعديل مصدري - تعديل

مديرية الملاجم هي إحدى مديريات محافظة البيضاء في اليمن. بلغ عدد سكانها 29573 نسمة عام 2004. تقع المديرية في وسط محافظة البيضاء وتحدها من الجنوب مديرية الطفة ومن الشمال والشمال الشرقي مديرية السوادية و ردمان ومن الشمال الشرقي مديريتي ناطع و نعمان وترتفع المنطقة عن سطح البحر بحوالي 2050م. يتحدث أهالي مديرية الملاجم باللهجة البيضانية البدوية التي تتشابه إلى حد كبير مع اللهجات البدوية الجنوبية السعودية.